# Death Wish 3
Death Wish 3 is een Amerikaanse vigilantefilm uit 1985. Het is het tweede vervolg op Death Wish uit 1974.
De film heeft later een cultstatus gekregen, mede doordat het geweld helemaal over de top is en de tweede helft van de film één grote veldslag is.

## Verhaal
Na zijn eerdere avonturen als vigilante keert Paul Kersey terug naar Brooklyn om zijn vriend Charley op te zoeken. Deze wordt echter net overvallen door een bende en sterft in de armen van Paul. Paul wordt door de politie als dader gezien en opgepakt. Op het politiebureau wordt hij in de cel gegooid met Manny, de bendeleider. De hoofdinspecteur, Shriker, biedt Paul een deal aan: Hij mag alle boeven in de wijk afmaken zolang hij de politie ook blijft helpen.
Paul trekt nu in het appartement van Charley. De bewoners van het gebouw zijn behoorlijk bang voor de bende van Manny. Paul besluit de bendeleden in de val te lokken. Hij koopt een auto, parkeert die voor de deur en wacht totdat er in de wagen wordt ingebroken. Hij spreekt de daders aan en wanneer ze met een mes op hem afkomen schiet hij ze dood. 's avonds loopt hij met het tasje van een fototoestel over straat. Wanneer het bendelid The Giggler het tasje steelt wordt deze door Paul neergeschoten. Hierna wordt Paul door de bewoners toegejuicht. Manny is echter minder gecharmeerd en kondigt wraak aan.
Hierna volgt een slagveld. Paul wordt door Rodriguez, een van de bewoners, geholpen. Uiteindelijk krijgen ze ook hulp van Shriker. Terug in het appartement worden ze onder schot gehouden door Manny. Op een onverwacht moment weet Paul Manny uit te schakelen met behulp van een antitankwapen. Hierna beseft de bende dat ze verloren hebben en verlaten ze de wijk.

## Rolverdeling
| Acteur          | Personage          |
| --------------- | ------------------ |
| Charles Bronson | Paul Kersey        |
| Deborah Raffin  | Kathryn Davis      |
| Ed Lauter       | Richard S. Shriker |
| Martin Balsam   | Bennett Cross      |
| Gavin O'Herlihy | Manny Fraker       |
| Alex Winter     | Hermosa            |
| Joseph Gonzalez | Rodriguez          |
| Marina Sirtis   | Maria              |
| Ricco Ross      | De Cubaan          |
| Kirk Taylor     | The Giggler        |

## Trivia
- De wapens die Paul gebruikt zijn de Colt Cobra, de .475 Wildey Magnum, een M1919 Browning-machinegeweer en een M72 LAW-antitankwapen.
- De opnames vonden plaats in New York en in Londen.